# Robert Reid (écrivain)
Pour les articles homonymes, voir Robert Reid et Reid.
Ne doit pas être confondu avec Robert Reed (écrivain).
Rob Reid, né le 2 octobre 1966 à New York, est un écrivain et entrepreneur américain.
Il est l'époux de l'animatrice de télévision Morgan Webb.